# Meerveldhoven
Meerveldhoven est un ancien village, aujourd'hui quartier, situé dans la commune néerlandaise de Veldhoven, dans la province du Brabant-Septentrional. Le 31 décembre 2006, le quartier comptait 2 389 habitants.